# Seishun Collection
Seishun Collection (青春コレクション Seishun korekushon?, Colección de juventud) es el 43.º sencillo de Morning Musume. El sencillo fue lanzado el 9 de junio de 2010 en una edición regular y 3 ediciones limitadas. Las ediciones limitadas vienen con DVD extra. El sencillo alcanzó el número 1 en la lista diaria y el número 3 en la lista semanal de Oricon. Se vendió un total reportado de 40,865 copias. 

## Lista de canciones

### CD
- Seishun Collection
- Tomo (友; Amigo)
- Seishun Collection (Instrumental)

### Edición Limitada A (DVD)
- Seishun Collection (Dance Shot Ver.)

### Edición Limitada B (DVD)
- Seishun Collection (Close-up Ver.)

### Edición Limitada C (DVD)
- Seishun Collection (Seishun Ver. -type1-)

### Single V
- Seishun Collection (Music Video)
- Seishun Collection (Seishun Ver. -type2-)
- Making of (メイキング映像)

### Event V
- Seishun Collection (Takahashi Ai Solo Ver.)
- Seishun Collection (Niigaki Risa Solo Ver.)
- Seishun Collection (Kamei Eri Solo Ver.)
- Seishun Collection (Michishige Sayumi Solo Ver.)
- Seishun Collection (Tanaka Reina Solo Ver.)
- Seishun Collection (Mitsui Aika Solo Ver.)
- Seishun Collection (Junjun Solo Ver.)
- Seishun Collection (Linlin Solo Ver.)

## Miembros presentes
- 5.ª Generación: Ai Takahashi, Risa Niigaki
- 6.ª Generación: Eri Kamei, Sayumi Michishige, Reina Tanaka
- 8.ª Generación: Aika Mitsui, Junjun, Linlin